# Clash of Monarchs
Clash of Monarchs (in italiano Scontro fra monarchi) è un wargame per due o quattro giocatori ideato da Bob Kalinowski, pubblicato nel 2008 dalla GMT Games e basato su una variante del sistema di gioco ideato da Mark Herman per We the People.
Il gioco consente di simulare l'intera guerra dei sette anni nello scenario europeo, mettendo in evidenza la situazione politico-militare-economica che devono affrontare le grandi potenze continentali in conflitto.
Sono previste due coppie di giocatori: nella prima un giocatore assume il controllo della Prussia, l'altro controlla l'alleanza fra Regno Unito ed Regno di Hannover; nella seconda coppia un giocatore controlla l'Austria, mentre il secondo giocatore controlla la Francia e la Russia.